# Ghalia Benali
Ghalia Benali (Bruselas, 21 de diciembre de 1968) es una cantante, compositora, actriz y diseñadora gráfica tunecina. Durante su carrera ha interpretado diferentes géneros musicales, y se le conoce como una de las exponentes más destacadas de la música árabe contemporánea. La educación de Benali en el sur de Túnez y su gusto por los artistas legendarios de Oriente Medio y los países árabes son palpables en su estilo musical.
Como actriz, ha participado en producciones fílmicas como La saison des hommes de Moufida Tlatli, Swing de Tony Gatlif, À peine j'ouvre les yeux de Leyla Bouzid y en la serie de televisión Farah Laila de Khaled El Hagar.

## Biografía

### Primeros años y carrera musical
Benali nació en Bruselas, capital de Bélgica, pero a una temprana edad, sus padres de origen tunecino la llevaron de vuelta a su país. La familia se mudó a Zarzis, una pequeña población en el sur del país africano, cerca de la isla de Yerba. Tomando clases de canto y música de su madre, Benali empezó a desarrollar una pasión por las artes desde su niñez. Sus primeras influencias musicales fueron artistas árabes como Umm Kalzum y Adib al-Dayikh. En la década de 1990 regresó a Bélgica, donde inició estudios en arte y tuvo sus primeras apariciones como actriz y cantante.
En 2001 publicó su primer álbum de estudio, titulado Wild Harissa, seguido de los discos Nada (2002), Romeo & Leila (2006) y Al Palna (2008), este último con la colaboración de Bert Cornelis. También en 2008 obtuvo el galardón World of Music, otorgado por la organización británica We Are Listening. En 2010 rindió tributo a Umm Kalzum en un disco titulado Ghalia Benali Sings Om Kalthoum.
En la década de 2010, Benali continuó publicando discos, especialmente influenciados por la cultura egipcia. De esta época destacan los trabajos discográficos Allegory of Desire (2016) y MwSoul (2017), y participaciones en proyectos de otros artistas como Nara Noïanc, Zefiro Torna y Nisia. En 2020 estrenó un nuevo disco, el cual tituló Azan.

### Carrera como actriz
Paralelo a su carrera como cantante y compositora, Benali ha participado en varios proyectos de cine y televisión. Hizo su debut protagonizando el filme de Moufida Tlatli La saison des hommes (2000). Dos años después apareció en la película Swing del cineasta argelino Tony Gatliff, y en 2015 protagonizó el primer largometraje de la directora tunecina Leyla Bouzid, titulado À peine j'ouvre les yeux. Colaboró además con el director egipcio Mohamed Hisham en su cortometraje Jareedy como actriz, cantante y compositora del tema principal. En 2021 apareció en una nueva película de Bouzid, titulada Une histoire d'amour et de désir y presentada en la Semana de la Crítica del Festival de Cine de Cannes.

## Filmografía
- 2000 – La saison des hommes, de Moufida Tlatli
- 2002 – Swing, de Tony Gatliff
- 2013 – Farah Laila, de Khaled El Hagar
- 2014 – Jareedy, de Mohamed Hisham
- 2016 – À peine j'ouvre les yeux, de Leyla Bouzid
- 2018 - Fatwa, de Mahmoud Ben Mahmoud
- 2021 - Une histoire d'amour et de désir, de Leula Bouzid

Fuente:

## Discografía seleccionada
- 2001 - Wild Harissa
- 2002 - Nada
- 2006 - Romeo and Leila
- 2008 - Al Palna
- 2010 - Ghalia Benali Sings Om Kalthoum
- 2016 - Allegory of Desire
- 2017 - MwSoul
- 2020 - Azan

Fuente: